# Трофимцева, Ольга Васильевна
Трофимцева Ольга Васильевна (род. 6 июля 1976, Нечаевка, Бурынский район, Сумская область, Украинская ССР, СССР) — украинский политик, бизнес-вумен, врио министра аграрной политики и продовольствия Украины (2019), доктор аграрных наук (2012).

## Происхождение и обучение
Ольга Трофимцева родилась в 1976 году в селе Нечаевка в Сумской области.
Уже во взрослом возрасте вспоминала:
«До 4 лет я жила в деревне у бабушки, росла среди собак, кур, лошадей. И всегда всем говорила, что буду ветеринаром, чтобы работать с лошадьми. Тогда я не представляла себе, что это за труд. Поэтому аграрная сфера стала для меня логичным выбором»
После окончания девяти классов школе в родном селе, в 1991 году поступила на обучение в Путивльский сельскохозяйственный техникум (ныне Путивльский колледж Сумского НАУ). В 1994 году переехала в столицу, где поступила на обучение в Национальный аграрный университет Украины (ныне — НУБиП Украины). Данный ВУЗ она закончила в 1999 году по специальности «Менеджмент внешнеэкономической деятельности».
6 июля 2012 года Ольге Трофимцевой была присвоена степень Ph.D. в области аграрной политики — Dr. rer. agr. (доктор аграрных наук) Университета имени Гумбольдта.

## Трудовая деятельность

### Преподавательская деятельность
Сразу же после окончания вуза, Ольга Трофимцева начала работать преподавателем по менеджменту внешнеэкономической деятельности и аграрной политики в родном вузе — Национальном аграрном университете Украины в Киеве. Одновременно работала координатором магистерских программ и заместителем Директора Института магистерских программ Национального аграрного университета Украины. В 2001 году была назначена помощником проректора по международным отношениям Национального аграрного университета Украины, оставаясь преподавателем.
С 2019 года выступает в роли члена наблюдательного совета украинского образовательного проекта «Агрокебети».

### Бизнес в Германии
В 2002 году она уехала в Германию на обучение. С 2002 по 2005 годы была докторантом кафедры аграрной политики Университета имени Гумбольдта в Берлине. После обучения продолжала два года работать в этом же университете научным сотрудником кафедры аграрной политики.
В 2006 году Ольга Трофимцева заняла должность ассистента проектов компании AbiTEP GmbH в Берлине. Затем, с 2007 года выполняла такие же функции в компании Wegweiser GmbH в немецкой столице. Затем с 2008 по 2011 годы работала частным предпринимателем.
В 2011 году была назначена ключевым экспертом по вопросам национальной стандартизации и гармонизации Немецкой ассоциации молочной промышленности. В 2013-2014 годах работала руководителем офиса компании Agrotechnika GmbH в Берлине. В 2014 году вновь вернулась в немецкую ассоциацию молочной промышленности на свою предыдущую должность.
С января по август 2016 года возглавляла проект Федерального Министерства продовольствия и сельского хозяйства Федеративной Республики Германия «Консультирование Украины по вопросам аграрной торговли в рамках Полной и Всеобъемлющей Соглашения о свободной торговле (ПВУВТ) между ЕС и Украиной».

### Министерский опыт
8 сентября 2016 года Ольга Трофимцева была назначена на должность заместителя министра аграрной политики и продовольствия Украины по вопросам европейской интеграции.
Распоряжением Кабинета Министров Украины 6 февраля 2019 года на Ольгу Трофимцеву временно возложено исполнение обязанностей Министра аграрной политики и продовольствия Украины.
«Моя цель и основная задача на время работы на этой должности – дать АПК Украины новые стимулы для развития: поддержка фермеров и кооперации должна реально заработать, аграрное образование и наука должны быть базой для роста отрасли, система государственного управления безопасностью и качеством продуктов питания должна быть отшлифована и приближена к европейским стандартам, а новые рынки для нашей переработанной продукции с добавленной стоимостью должны открываться не менее активно», – прокомментировала она на своей странице в Фейсбук.

## Семья
Ольга Трофимцева не замужем. Она одна воспитывает дочь.

## Факты
- Журнал «Фокус» дважды (в 2016 и 2017 годах) вносил Ольгу Трофимцеву в ТОП-100 самых влиятельных женщин Украины, соответственно на 43[6] и 42 места[7].
- В официальной биографии на сайте Министерства не указано, что она училась в Путивльском сельскохозяйственном техникуме Сумской области.
- Дочь Орлова Мария Максимовна имеет немецкое гражданство.[8]